# Цапник Юрій Вікторинович
Юрій Вікторович Цапник (21 січня 1945, с. Даурія, Борзинський район, Читинська область, РРФСР, СРСР — 27 січня 2014, Челябінськ, Росія) — радянський і російський театральний актор. Народний артист Російської Федерації (1997). Батько російського актора Яна Цапника.

## Біографія
Народився 21 січня 1945 року на станції Даурія. У 1966 році закінчив Іркутське театральне училище.

### Кар'єра
Після училища із 1966 по 1969 рік грав в Іркутському драматичному театрі ім. М. П. Охлопкова. Із 1969 по 1970 рік у Челябінському ТЮГ. В 1970 перейшов до Челябінського театру драми ім. Наума Орлова. Зіграв у п'яти фільмах, найвідоміший — «Зломник».

### Смерть
Помер через тяжку хворобу 27 січня 2014 року. Похований на Успенському цвинтарі.

## Фільмографія
- «Зломник» (1987, Юрій Вікторович, батько Кості і Семена)
- «Пропоную руку і серце» (1988, сусід Рози Олександрівни)
- «Паперові очі Пришвіна» (1989, Льова Шутов в молодості)
- «Вулиці розбитих ліхтарів. Менти-8» (2008, (11-а та 12-а серії «Тетянин день»), Опанас Петрович, дядько Тетяни)
- «Срібло (Шлях на Мангазею)» (2008, Мілентій Єгорович Редькін, наказний дяк)